# Schneider-Creusot
Schneider-Creusot o Schneider et Cie fue una empresa metalúrgica francesa que devino en importante fabricante de armas en el siglo XIX y principios del XX. Después de la Segunda Guerra Mundial, se transformó en Schneider Electric.

## Orígenes

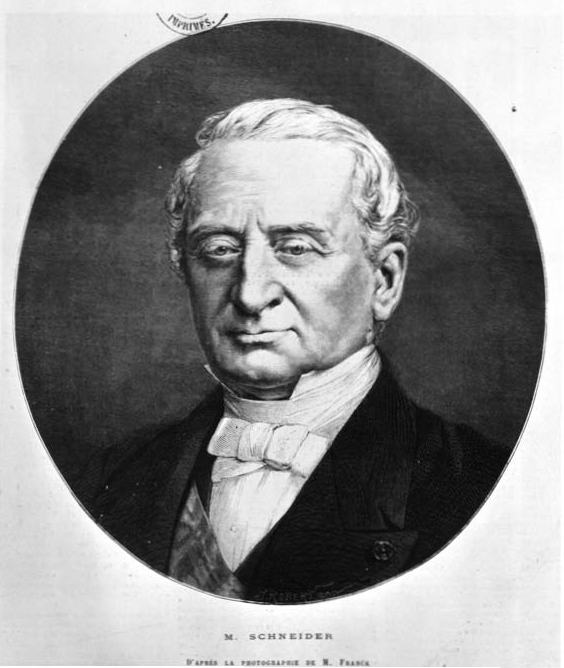
Joseph Eugène Schneider (1805-1875)

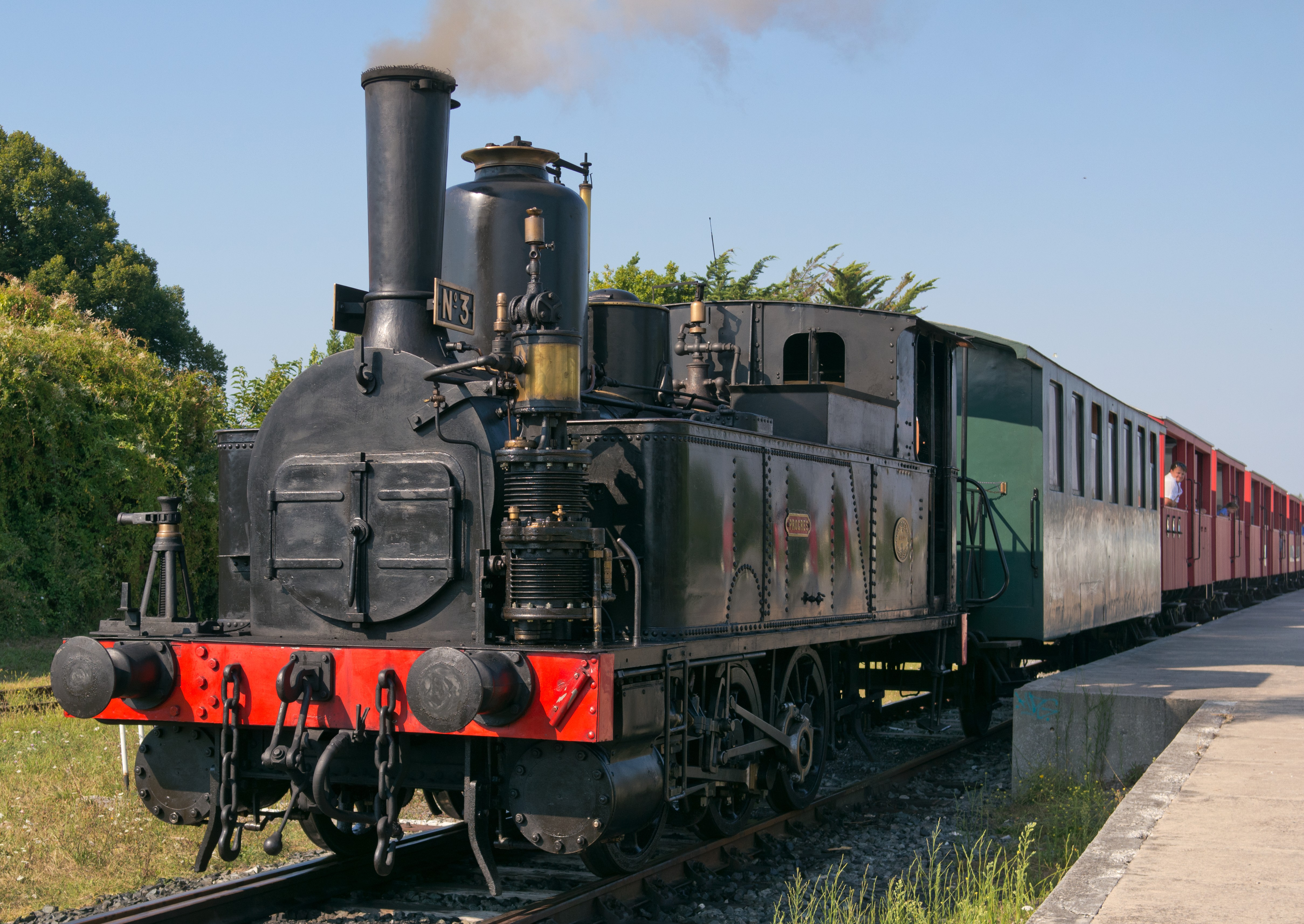
Una locomotora de vapor Schneider Creusot 030-T

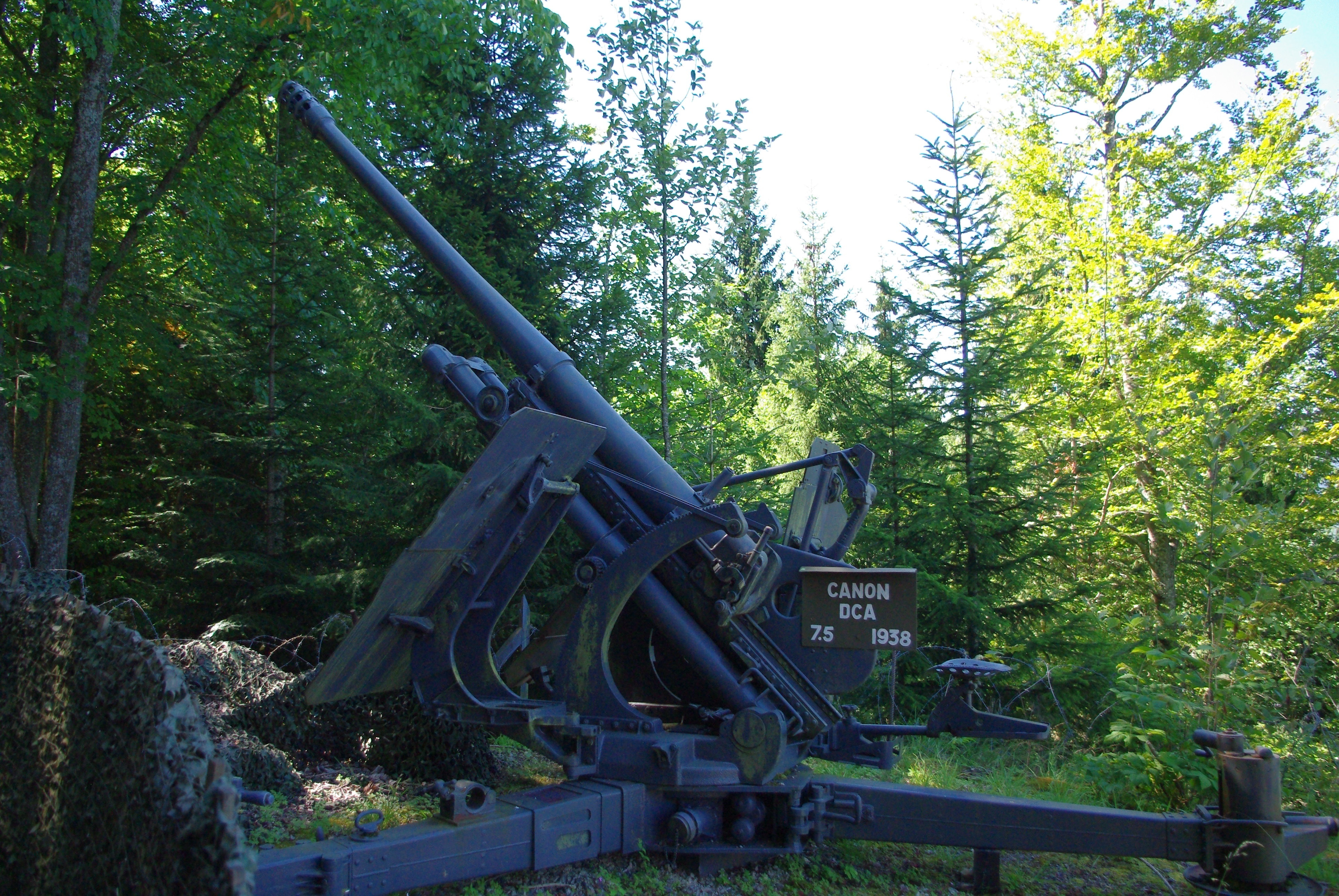
Cañón antiaéreo de 75 mm modelo 1938 en el Fort de Pré-Giroud

En 1836 Adolphe Schneider y su hermano Eugène Schneider compraron minas de mineral de hierro que se encontraban próximas a Le Creusot (Saône-et-Loire). Ellos desarrollaron un negocio relacionado con el acero, los ferrocarriles, el armamento y la construcción naval.
El Martillo de vapor Creusot fue construido en 1877.
Somua, una subsidiaria localizada cerca de París, fabricó maquinaria y vehículos, incluyendo el Somua S-35.

## Armamento

### Vehículos
- Schneider CA1, el primer tanque francés
- Ferré, un submarino de 46 m de largo.
- La locomotora de vapor Schneider-Creusot 030-T

### Cañones de montaña
- 75 mm Schneider-Danglis 06/09 (nombrada en honor a Panagiotis Danglis)
- Canon de 75 M(montagne) modelo 1919 Schneider
- Canon de 75 M(montagne) modelo 1928
- 76 mm mountain gun modèle 1909

### Otra artillería
- Arma Canet
- Cañón de campaña Schneider 75/28 modelo 1906
- Canon de 75 mm modèle 1912 Schneider
- Canon de 75 mm modèle 1914 Schneider
- Canon anti-aérien de 75 mm modèle 1939
- Canon de 85 mm modèle 1927 Schneider
- Canon de 105 mm modèle 1930 Schneider
- 107 mm gun modèle 1910
- 120 mm Schneider-Canet M1897 long gun
- 122 mm howitzer modèle 1910
- 152 mm howitzer modèle 1909
- 152 mm howitzer modèle 1910
- 152 mm siege gun modèle 1910
- 155 mm Creusot Long Tom
- Canon de 155 C modèle 1917 Schneider
- Canon de 194 mle GPF
- Canon de 220 L mle 1917
- Mortier de 220 modèle 1915/1916 Schneider
- Mortier de 280 modèle 1914 Schneider

## Redirección
A partir de 1911 Jacques Schneider ofreció el Trofeo Schneider: Una competencia para hidroaviones, con un gran y prestigioso premio.